# Euronatur
Die Euronatur – Stiftung Europäisches Naturerbe (Eigenschreibweise EuroNatur) ist eine deutsche Stiftung, die Naturschutzprojekte in Europa unterstützt. Der Sitz der Stiftung ist in Radolfzell. Die Stiftung wurde 1987 gegründet, initiiert vom Bund für Umwelt und Naturschutz Deutschland (BUND), der Deutschen Umwelthilfe (DUH) und dem Naturschutzbund Deutschland (NABU).

## Ziele
Ziel der Stiftung ist der Erhalt des europäischen Naturerbes in seiner Vielfalt. Im Zentrum der Projekte stehen Wildtiere wie Wolf, Braunbär, Luchs und gefährdete Zugvögel sowie wertvolle Natur- und Kulturlandschaften. Wichtiger Ansatz in der Stiftungsarbeit ist es, Menschen und Natur zu verbinden, um einen langfristigen Erfolg der Projekte zum Schutz von gefährdeten Wildtieren und ihren Lebensräumen in Europa zu erreichen.
Die Stiftung ist stark in der Initiative Grünes Band Europa engagiert. Ziel der Initiative ist es, die Naturwerte des ehemaligen Eisernen Vorhangs – durch internationale Zusammenarbeit – als Korridor von Lebensräumen mit außergewöhnlicher Artenvielfalt dauerhaft zu erhalten. Neben dem Engagement in der Organisation der gesamten Initiative ist die Stiftung Euronatur seit 2004 Koordinator der Naturschutzaktivitäten am Grünen Band Balkan, dem südlichsten Teilstück des Grünen Bandes Europa.

## Arbeitsweise
Die Stiftung bringt grenzübergreifend Wissenschaftler, Naturschützer, Landwirte, Politiker und Unternehmer zusammen. Ein besonderer Schwerpunkt liegt dabei auf dem Balkan. In ihren Projektgebieten baut die Stiftung keine eigenen Strukturen auf, sondern kooperiert mit privaten und ehrenamtlichen Naturschützern vor Ort. Sie wirkt mit bei der Planung und Umsetzung von Großschutzgebieten und entwickelt auf wissenschaftlicher Basis Artenschutzprojekte für Wölfe, Bären, Luchse und Zugvögel. Um den Austausch nutzbringender Erfahrungen und Erkenntnisse zum Schutz von Wildtieren in Europa zu fördern, werden Workshops, Seminare und Trainingsprogramme angeboten. Es wird zudem politische Lobbyarbeit innerhalb der Europäischen Union betrieben.

## Finanzierung
Die Stiftung finanziert sich über Spenden, Drittmittel und aus Erträgen des Stiftungskapitals. Die Stiftung trägt das DZI-Spenden-Siegel.

## Fledermausquartier Brauereikeller Frankfurt (Oder)
Das Fledermausquartier Brauereikeller Frankfurt (Oder) mit einer Flächengröße von 1,34 Hektar gehört seit 2003 Euronatur. Die Ruine eines Brauereikellers ist eines der größten und wichtigsten Winterquartiere für Fledermäuse in Brandenburg und sogar in Deutschland. Der Brauereikeller ist als Naturschutzgebiet ausgewiesen. Schon 2000 wurde das Gelände auch als FFH-Gebiet Fledermausquartier Brauereikeller Frankfurt (Oder) mit einer Größe von 0,25 ha ausgewiesen. Unter mehr als 30 nachgewiesenen Fledermausarten ist vor allem das Große Mausohr zu finden. Für das Große Mausohr ist die Ruine aktuell das größte bekannte Winterquartier in Deutschland.

## Sonstiges
Seit dem 1. Januar 2020 ist Thomas Potthast Präsident der Stiftung. Von Oktober 2011 bis Ende 2019 war Christel Schroeder Präsidentin der Stiftung, von Januar 2008 bis Anfang Juli 2011 Hartmut Vogtmann als Nachfolger von Claus-Peter Hutter. Geschäftsführer ist Gabriel Schwaderer.
Die Stiftung verleiht seit 1993 den undotierten EuroNatur-Preis und seit 1994 den Titel Europäisches Storchendorf.
Euronatur lobt gemeinsam mit dem Filmfestival NaturVision, der Zeitschrift Natur und dem Infrastruktur- und Versorgungsunternehmen Gelsenwasser den Fotowettbewerb Naturschätze Europas aus. Die Ergebnisse werden alljährlich in der Ausstellung Faszination Natur zusammengefasst, die an verschiedenen Orten zu sehen ist. Die Motive des Euronatur-Kalenders werden über diesen Fotowettbewerb bestimmt.
Euronatur ist Mitglied im Deutschen Naturschutzring.